# Paleontologie

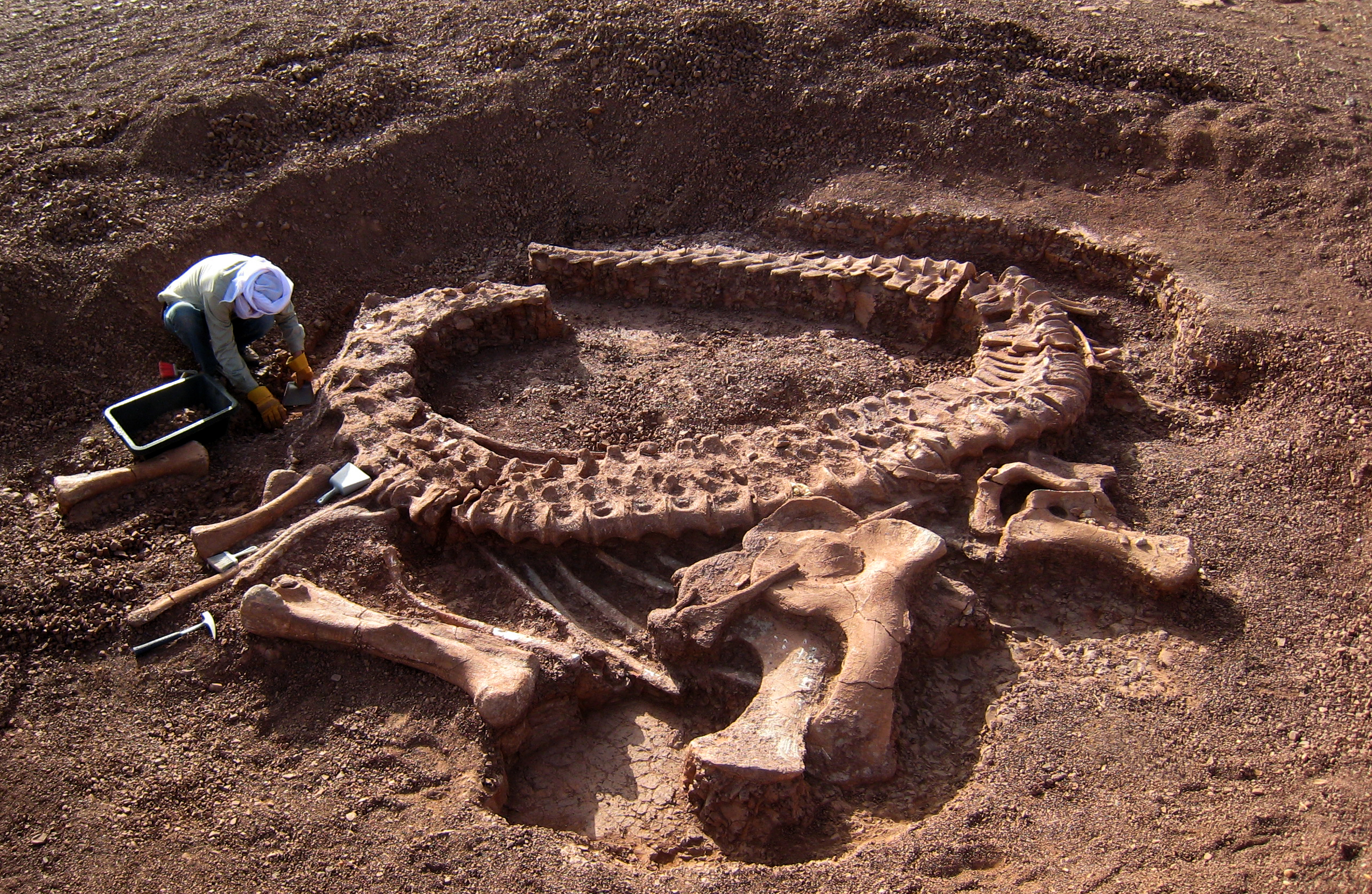
Paleontolog la lucru

Paleontologia (din grecescul παλαιός Palaioa, „vechi”, ὄν on (gen. ontos), „ființă” și logos, „studiu”) este știința care studiază ființele, plante și animale, precum și resturile și urmele activității de viață ale organismelor care au trăit de-a lungul timpului geologic din momentul apariției vieții.  Acesta include studiul fosilelor pentru clasificarea organismelor și studiul interacțiunilor între ele și mediile lor (paleoecologia lor).
Paleontologia se află la granița dintre biologie și geologie și diferă de arheologie prin faptul că exclude studiul oamenilor anatomic moderni. Astăzi folosește tehnici extrase dintr-o gamă largă de științe, inclusiv biochimie, matematică și inginerie. Folosirea tuturor acestor tehnici a permis paleontologilor să descopere o mare parte din istoria evolutivă a vieții, aproape tot drumul până când Pământul a devenit capabil să sprijine viața, acum aproximativ 3,8 miliarde de ani. Pe măsură ce cunoștințele au crescut, paleontologia a dezvoltat subdiviziuni specializate, unele dintre ele concentrându-se pe diferite tipuri de organisme fosile, în timp ce altele studiază ecologia și istoria mediului, cum ar fi paleoclimatologia.
Fosilele sunt principalele tipuri de dovezi despre viața din trecut, iar dovezile geochimice au ajutat la descifrarea evoluției vieții înainte de a exista organisme suficient de mari pentru a lăsa fosile corporale. Estimarea datelor acestor rămășițe este esențială, dar dificilă: uneori, straturile de rocă adiacente permit datarea radiometrică, ceea ce oferă date absolute care au acuratețe în limita a 0,5%, dar mai des paleontologii trebuie să se bazeze pe datarea relativă rezolvând „puzzle-uri” de biostratigrafie (aranjarea straturilor de rocă de la cele mai noi la cei mai vechi). Clasificarea organismelor vechi este, de asemenea, dificilă, deoarece multe nu se încadrează bine în taxonomia linneană pentru clasificarea organismelor vii și paleontologii folosesc mai des cladistica pentru a elabora „arbori de familie” evolutivi. Ultimul sfert al secolului XX a cunoscut dezvoltarea filogeniei moleculare, care investighează cât de strâns sunt legate organismele prin măsurarea similitudinii ADN- ului în genomul lor. Filogenia moleculară a fost folosită și pentru a estima datele când speciile s-au separat, dar există controverse cu privire la fiabilitatea ceasului molecular de care depind aceste estimări.

## Prezentare generală
Cea mai simplă definiție a „paleontologiei” este „studiul vieții antice”. Domeniul caută informații despre mai multe aspecte ale organismelor din trecut: „identitatea și originea lor, mediul și evoluția lor și ce ne pot spune despre trecutul organic și anorganic al Pământului”.

### O știință istorică

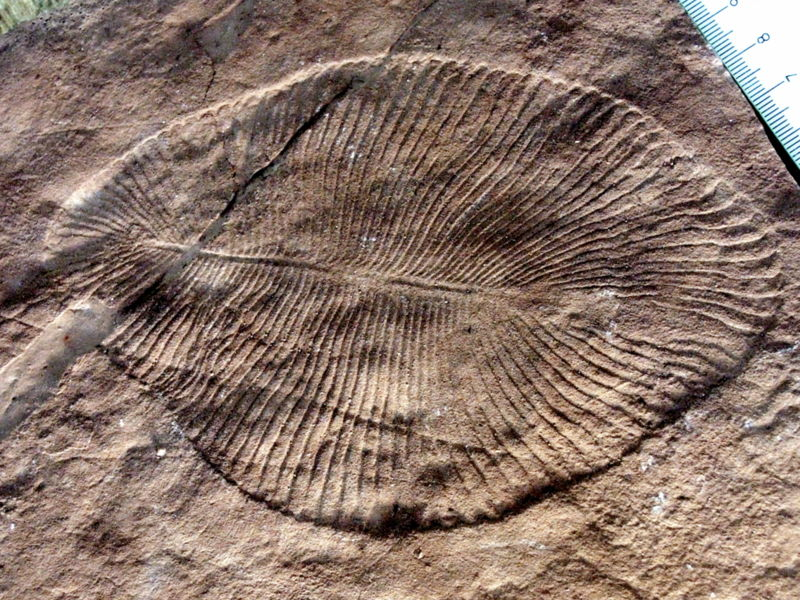
Fosilă caracteristică faunei din Ediacaran cu simetrie bilaterală și posibil strămoș al cordatelor

William Whewell (1794-1866) a clasificat paleontologia drept una dintre științele istorice, împreună cu arheologia, astronomia, cosmologia, filologia și istoria: paleontologia își propune să descrie fenomenele trecutului și să le reconstruiască cauzele. Prin urmare, are trei elemente principale: descrierea fenomenelor din trecut, dezvoltarea unei teorii generale despre cauzele diferitelor tipuri de schimbare și aplicarea acestor teorii la fapte specifice. Când încearcă să explice trecutul, paleontologii și alți oameni de știință construiesc adesea un set de una sau mai multe ipoteze despre cauze și apoi caută o dovadă care se potrivește puternic cu o ipoteză mai mult decât oricare alta. Uneori, cercetătorii descoperă o dovadă printr-un accident norocos în timpul altor cercetări. De exemplu, descoperirea în 1980 de către Luis și Walter Álvarez a unui strat bogat în iridiu la granița Cretacic-Terțiar, care susține explicația cea mai populară pentru Extincția în masă Cretacic-Paleogen produsă de un impact astronomic.

### Subdiscipline
Pe măsură ce cunoștințele au crescut, paleontologia a dezvoltat subdiscipline specializate. Paleontologia vertebratelor se concentrează pe fosile de la primii pești până la strămoșii imediați ai mamiferelor moderne. Paleontologia nevertebratelor se ocupă de fosile precum moluște, artropode, viermi anelizi și echinoderme. Paleobotanica studiază fosile de plante, alge și ciuperci. Palinologia, studiul polenului și sporilor produși de plantele terestre și protiste este între paleontologie și botanică, ea ocupându-se atât cu organismele vii cât și cu fosile. Micropaleontologia se ocupă de organismele microscopice fosile indiferent de grupul din care fac parte.

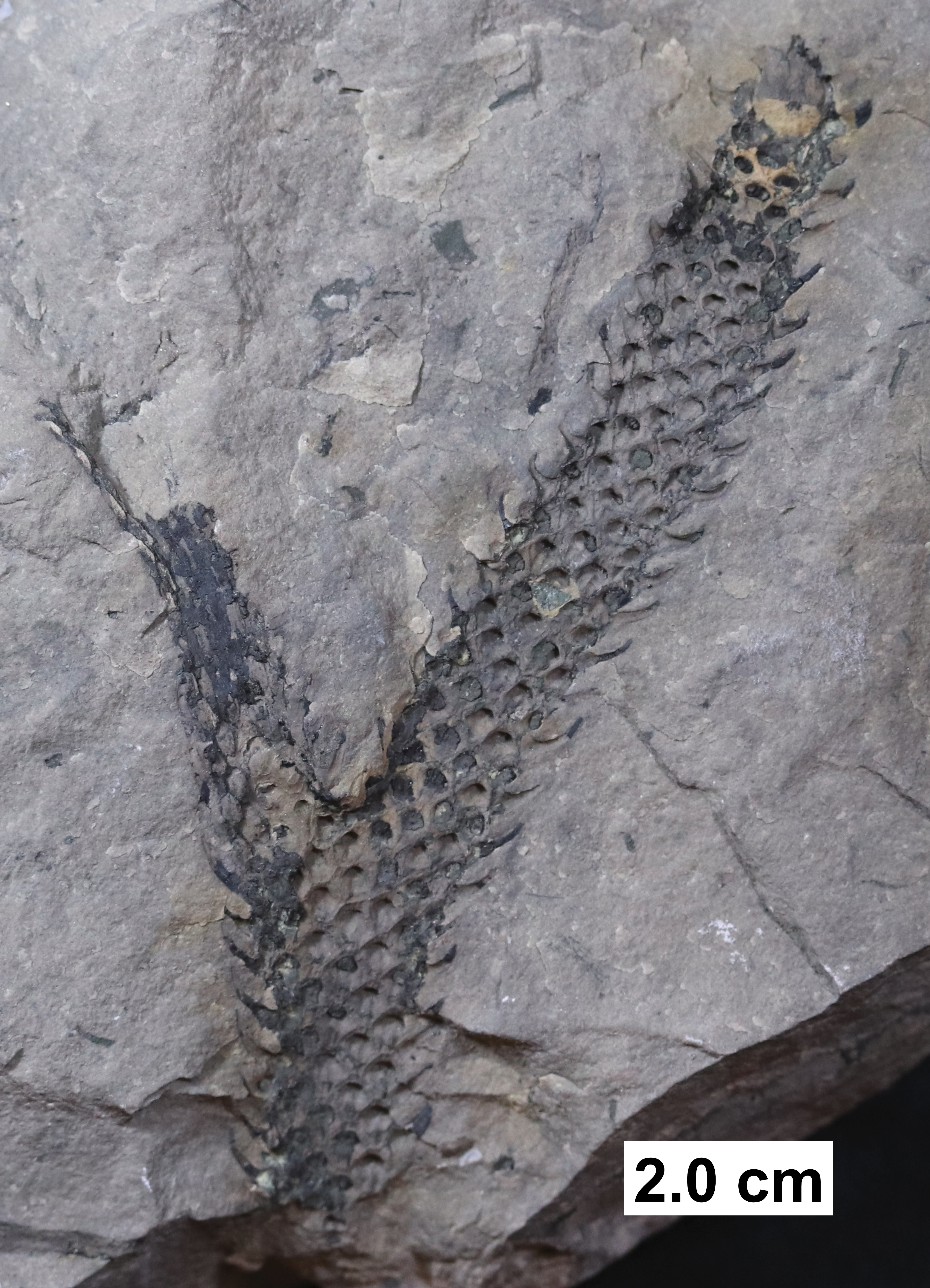
Lycopod axis (ramură) din Devonianul mijlociu

În loc să se concentreze pe organisme individuale, paleoecologia examinează interacțiunile dintre diferite organisme vechi, cum ar fi lanțurile lor alimentare și schimbul bidirecțional între organisme și mediul lor. De exemplu, dezvoltarea fotosintezei de către bacterii a provocat oxigenarea atmosferei și a crescut enorm productivitatea și diversitatea ecosistemelor. Împreună, acestea au dus la evoluția celulelor eucariote complexe, din care sunt construite toate organismele multicelulare.
Paleoclimatologia, deși uneori tratată ca parte a paleoecologiei,  se concentrează mai mult pe istoria climatului Pământului și pe mecanismele care l-au schimbat care au inclus uneori dezvoltări evolutive, de exemplu expansiunea rapidă a plantelor terestre în perioada Devonian a îndepărtat mai mult dioxid de carbon din atmosferă, reducând efectul de seră și contribuind astfel la determinarea unei epoci de gheață în Carbonifer.
Biostratigrafia, utilizarea fosilelor pentru a elabora ordinea cronologică în care s-au format rocile, este utilă atât paleontologilor, cât și geologilor. Biogeografia studiază distribuția spațială a organismelor și este legată și de geologie, ceea ce explică modul în care geografia Pământului s-a schimbat de-a lungul timpului.

### Legături cu alte științe
Paleontologia este situată la granița dintre biologie și geologie; de fapt se concentrează pe documentarea vieții trecute, dar principala sa sursă de dovezi sunt fosilele, care se găsesc în roci. Din motive istorice, paleontologia face parte din departamentul de științe geologice din multe universități; de fapt, în secolul al XIX-lea și la începutul secolului XX, departamentele de geologie au identificat dovezi fundamentale pentru datarea vârstei rocilor și, prin urmare, a fosilelor conținute de acestea în timp ce departamentele de biologie arătau puțin interes.

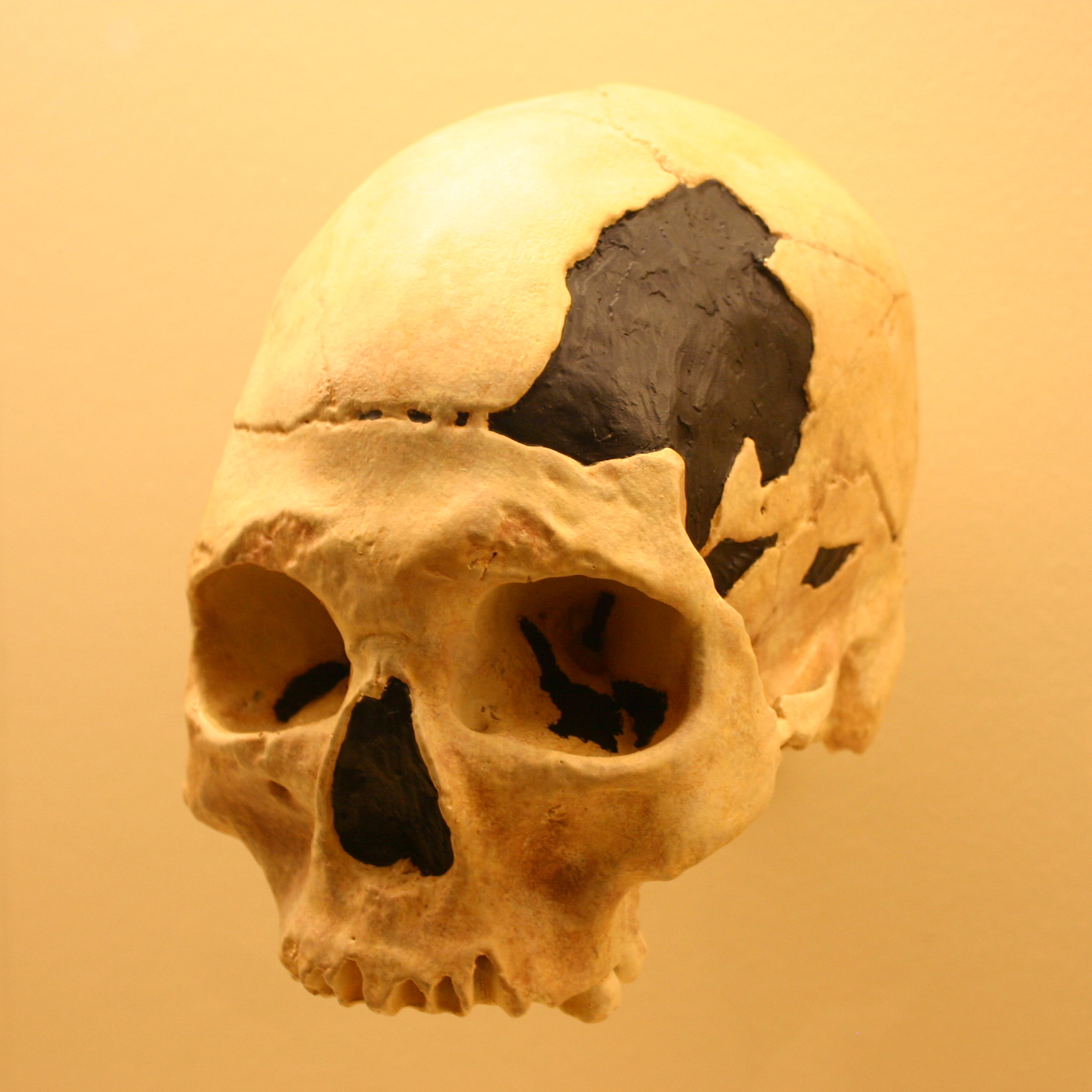
Craniu care arată modern, dar păstrează câteva trăsături arhaice, cum ar fi oasele obrazului. Peștera cu Oase, România

Paleontologia are, de asemenea, o oarecare suprapunere cu arheologia, care lucrează în primul rând cu obiecte făcute de oameni și cu resturi umane, în timp ce paleontologii sunt interesați de caracteristicile și evoluția oamenilor ca specie. Atunci când se ocupă de dovezi despre oameni, arheologii și paleontologii pot lucra împreună - de exemplu paleontologii ar putea identifica fosile de animale sau plante în jurul unui sit arheologic, pentru a descoperi ce au mâncat oamenii care locuiau acolo; sau ar putea analiza condițile climatice în momentul în care oamenii locuiau acolo.
În plus, paleontologia împrumută adesea tehnici din alte științe, inclusiv biologie, osteologie, ecologie, chimie, fizică și matematică. De exemplu, semnăturile geochimice din roci pot ajuta la descoperirea informției când a apărut viața pe Terra, iar analizele raporturilor de izotopi de carbon pot ajuta la identificarea schimbărilor climatice și chiar la explicarea tranzițiilor majore, cum ar fi Extincția Permian-Triasic. O disciplină relativ recentă, filogenia moleculară, compară ADN-ul și ARN-ul organismelor moderne pentru a reconstrui „arborii genealogici” ai strămoșilor lor evolutivi. Tehnicile de inginerie au fost folosite pentru a analiza modul în care corpurile organismelor din trecut ar fi putut să funcționeze, de exemplu cu ce viteză alergau și care era rezistența mușcăturii de Tyrannosaurus, sau mecanica de zbor a unui Microraptor. Este relativ banal studiul detaliilor interne ale fosilelor folosind microtomografia cu raze X. Paleontologia, biologia, arheologia și paleoneurobiologia se combină pentru a studia distribuțiile endocraniene ale speciilor înrudite cu oamenii pentru a clarifica evoluția creierului uman.
Paleontologia contribuie chiar la astrobiologie, la investigarea vieții posibile pe alte planete, prin dezvoltarea de modele despre cum ar fi putut să apară viața și prin furnizarea de tehnici pentru detectarea dovezilor de viață.

## Clasificarea organismelor din trecut

Niveluri în taxonomia linneană.

Numirea grupurilor de organisme într-un mod clar și agreat este important, deoarece unele dispute în paleontologie s-au bazat doar pe neînțelegeri asupra numelor. Taxonomia linneană este folosită în mod obișnuit pentru clasificarea organismelor vii, dar întâmpină dificultăți atunci când avem de-a face cu organisme recent descoperite, care sunt semnificativ diferite de cele cunoscute. De exemplu: este greu să decidem la ce nivel să plasăm o nouă grupare la nivel superior, de exemplu genul sau familia sau ordinul; acest lucru este important, întrucât regulile linneene pentru numirea grupurilor sunt legate la nivelurile lor și, prin urmare, dacă un grup este mutat la un nivel diferit, acesta trebuie redenumit.
|  | Sinapsde extincte |
|  |                   |
|  | Mamiferel         |
|  |                   |

|             | Extinct Archosaurs                                                     |
|             |                                                                        |
|             | Crocodilieni                                                           |
|             |                                                                        |
| Dinozaurs ? | \| \| Dinozauri extincți \| \| \| \| \| ? \| Păsări \| \| \| Păsări \| |
|             | \| \| Dinozauri extincți \| \| \| \| \| ? \| Păsări \| \| \| Păsări \| |
|             | Dinozauri extincți                                                     |
|             |                                                                        |
| ?           | Păsări                                                                 |
|             | Păsări                                                                 |

|   | Dinozauri extincți |
|   |                    |
| ? | Păsări             |
|   | Păsări             |

|             | Extinct Archosaurs                                                     |
|             |                                                                        |
|             | Crocodilieni                                                           |
|             |                                                                        |
| Dinozaurs ? | \| \| Dinozauri extincți \| \| \| \| \| ? \| Păsări \| \| \| Păsări \| |
|             | \| \| Dinozauri extincți \| \| \| \| \| ? \| Păsări \| \| \| Păsări \| |
|             | Dinozauri extincți                                                     |
|             |                                                                        |
| ?           | Păsări                                                                 |
|             | Păsări                                                                 |

|   | Dinozauri extincți |
|   |                    |
| ? | Păsări             |
|   | Păsări             |

|  | Sinapsde extincte |
|  |                   |
|  | Mamiferel         |
|  |                   |

|             | Extinct Archosaurs                                                     |
|             |                                                                        |
|             | Crocodilieni                                                           |
|             |                                                                        |
| Dinozaurs ? | \| \| Dinozauri extincți \| \| \| \| \| ? \| Păsări \| \| \| Păsări \| |
|             | \| \| Dinozauri extincți \| \| \| \| \| ? \| Păsări \| \| \| Păsări \| |
|             | Dinozauri extincți                                                     |
|             |                                                                        |
| ?           | Păsări                                                                 |
|             | Păsări                                                                 |

|   | Dinozauri extincți |
|   |                    |
| ? | Păsări             |
|   | Păsări             |

|             | Extinct Archosaurs                                                     |
|             |                                                                        |
|             | Crocodilieni                                                           |
|             |                                                                        |
| Dinozaurs ? | \| \| Dinozauri extincți \| \| \| \| \| ? \| Păsări \| \| \| Păsări \| |
|             | \| \| Dinozauri extincți \| \| \| \| \| ? \| Păsări \| \| \| Păsări \| |
|             | Dinozauri extincți                                                     |
|             |                                                                        |
| ?           | Păsări                                                                 |
|             | Păsări                                                                 |

|   | Dinozauri extincți |
|   |                    |
| ? | Păsări             |
|   | Păsări             |

|  | Sinapsde extincte |
|  |                   |
|  | Mamiferel         |
|  |                   |

|             | Extinct Archosaurs                                                     |
|             |                                                                        |
|             | Crocodilieni                                                           |
|             |                                                                        |
| Dinozaurs ? | \| \| Dinozauri extincți \| \| \| \| \| ? \| Păsări \| \| \| Păsări \| |
|             | \| \| Dinozauri extincți \| \| \| \| \| ? \| Păsări \| \| \| Păsări \| |
|             | Dinozauri extincți                                                     |
|             |                                                                        |
| ?           | Păsări                                                                 |
|             | Păsări                                                                 |

|   | Dinozauri extincți |
|   |                    |
| ? | Păsări             |
|   | Păsări             |

|             | Extinct Archosaurs                                                     |
|             |                                                                        |
|             | Crocodilieni                                                           |
|             |                                                                        |
| Dinozaurs ? | \| \| Dinozauri extincți \| \| \| \| \| ? \| Păsări \| \| \| Păsări \| |
|             | \| \| Dinozauri extincți \| \| \| \| \| ? \| Păsări \| \| \| Păsări \| |
|             | Dinozauri extincți                                                     |
|             |                                                                        |
| ?           | Păsări                                                                 |
|             | Păsări                                                                 |

|   | Dinozauri extincți |
|   |                    |
| ? | Păsări             |
|   | Păsări             |

|  | Sinapsde extincte |
|  |                   |
|  | Mamiferel         |
|  |                   |

|             | Extinct Archosaurs                                                     |
|             |                                                                        |
|             | Crocodilieni                                                           |
|             |                                                                        |
| Dinozaurs ? | \| \| Dinozauri extincți \| \| \| \| \| ? \| Păsări \| \| \| Păsări \| |
|             | \| \| Dinozauri extincți \| \| \| \| \| ? \| Păsări \| \| \| Păsări \| |
|             | Dinozauri extincți                                                     |
|             |                                                                        |
| ?           | Păsări                                                                 |
|             | Păsări                                                                 |

|   | Dinozauri extincți |
|   |                    |
| ? | Păsări             |
|   | Păsări             |

|             | Extinct Archosaurs                                                     |
|             |                                                                        |
|             | Crocodilieni                                                           |
|             |                                                                        |
| Dinozaurs ? | \| \| Dinozauri extincți \| \| \| \| \| ? \| Păsări \| \| \| Păsări \| |
|             | \| \| Dinozauri extincți \| \| \| \| \| ? \| Păsări \| \| \| Păsări \| |
|             | Dinozauri extincți                                                     |
|             |                                                                        |
| ?           | Păsări                                                                 |
|             | Păsări                                                                 |

|   | Dinozauri extincți |
|   |                    |
| ? | Păsări             |
|   | Păsări             |

Paleontologii folosesc în general abordări bazate pe cladistică, o tehnică pentru elaborarea „arborelui genealogic” evolutiv al unui set de organisme. Funcționează după logica conform căreia, dacă grupurile B și C au mai multe asemănări între ele decât fiecare din ele cu grupa A, atunci B și C sunt mai strâns legate între ele decât fiecare cu A. Caracterele comparate pot să fie anatomice, cum ar fi prezența unui notocord sau moleculare, prin compararea secvențelor de ADN sau proteine. Rezultatul unei analize de succes este o ierarhie de clade – grupuri care împart un strămoș comun. În mod ideal, „arborele genealogic” are doar două ramuri care conduc de la fiecare nod („joncțiune”), dar uneori există prea puține informații pentru a realiza acest lucru, iar paleontologii trebuie să aibă legătură cu joncțiunile care au mai multe ramuri. 
De asemenea, biologia evolutivă de dezvoltare ajută paleontologii să producă „arbori de familie” și să înțeleagă fosilele.
De exemplu, dezvoltarea embriologică a unor brachiopode moderne sugerează că brachiopodele pot fi descendenți ai halkieriidelor, care au dispărut în perioada Cambriană.

## Estimarea datării organismelor

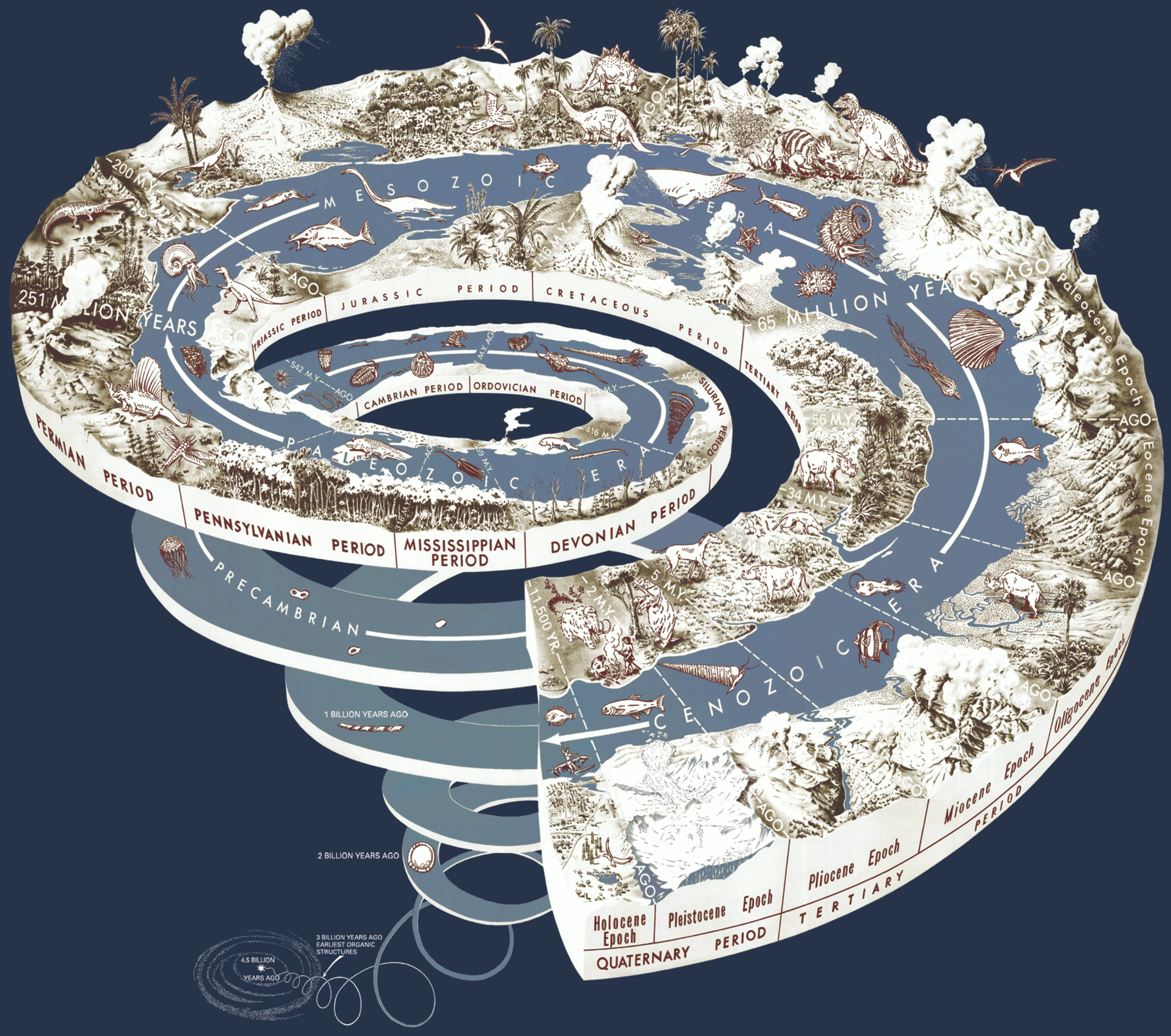
Ilustrare artistică a evenimentelor majore din istoria Pământului

Paleontologia încearcă să descrie modul în care lucrurile vii s-au schimbat de-a lungul timpului. Un obstacol substanțial în acest scop este dificultatea de a afla cât de vechi sunt fosilele. Straturile  care păstrează fosilele au, de regulă, elemente radioactive necesare pentru datarea radiometrică. Această tehnică este singurul nostru mijloc de a da rocilor mai mari de aproximativ 50 de milioane de ani o vârstă absolută și poate avea o acuatețe de până la 0,5%.
Deși datarea radiometrică necesită o muncă de laborator foarte atentă, principiul său de bază este simplu: ratele la care se descompun diverse elemente radioactive sunt cunoscute și astfel raportul dintre elementul radioactiv și elementul în care se descompune arată cu cât timp în urmă a fost încorporat elementul radioactiv în rocă. Elementele radioactive sunt comune doar în rocile cu origine vulcanică și, astfel, singurele roci purtătoare de fosile care pot fi datate radiometric sunt câteva straturi de cenușă vulcanică.
În consecință, paleontologii trebuie să se bazeze de obicei pe stratigrafie pentru a data fosilele. Stratigrafia este știința descifrării „tortului-strat” care este înregistrarea sedimentară și a fost comparată cu un puzzle. În mod normal, rocile formează straturi relativ orizontale, fiecare strat de deasupra fiind mai nou decât cel de dedesubt. Dacă o fosilă se găsește între două straturi ale căror vârste sunt cunoscute, vârsta fosilei trebuie să se încadreze între cele două vârste cunoscute. Deoarece secvențele de rocă nu sunt continue ci pot fi rupte de defecțiuni sau perioade de eroziune, este foarte dificil să se potrivească cu straturile de piatră care nu sunt direct unul lângă altul. Cu toate acestea, fosilele speciilor care au supraviețuit pentru un timp relativ scurt pot fi folosite pentru a conecta roci izolate: această tehnică se numește biostratigrafie. De exemplu, conodontul Eoplacognathus pseudoplanus a trăit într-un interval scurt în perioada Ordovicianului mijlociu. Dacă se descoperă că roci de vârstă necunoscută au urme de E. pseudoplanus, acestea trebuie să aibă o vârstă ordoviciană mijlocie. 
Astfel de fosile index trebuie să fie fosile relative comune, ușor de recunoscut, cu o răspândire foarte rapidă în timp și pe un areal geografic foarte larg, iar pentru o și mai mare acuratețe a datării, ele ar fi trebuit să evolueze foarte rapid. Rezultate înșelătoare sunt produse în cazul în care fosilele index se dovedesc a avea game mai mari de fosile decât s-a crezut inițial. Stratigrafia și biostratigrafia pot furniza, în general, doar datarea relativă (A a fost înainte de B), ceea ce este adesea suficient pentru studierea evoluției. Cu toate acestea, acest lucru este dificil pentru unele perioade de timp, din cauza problemelor implicate în potrivirea rocilor de aceeași vârstă pe diferite continente.
Relațiile cu arbori genealogici pot ajuta, de asemenea, la reducerea datei la care a apărut pentru prima dată linia. De exemplu, dacă fosile de B sau C datează de acum X milioane de ani și „arborele genealogic” calculat spune că A a fost un strămoș al lui B și C, atunci A trebuie să fi evoluat cu mai mult de X milioane de ani în urmă.

## Istoric

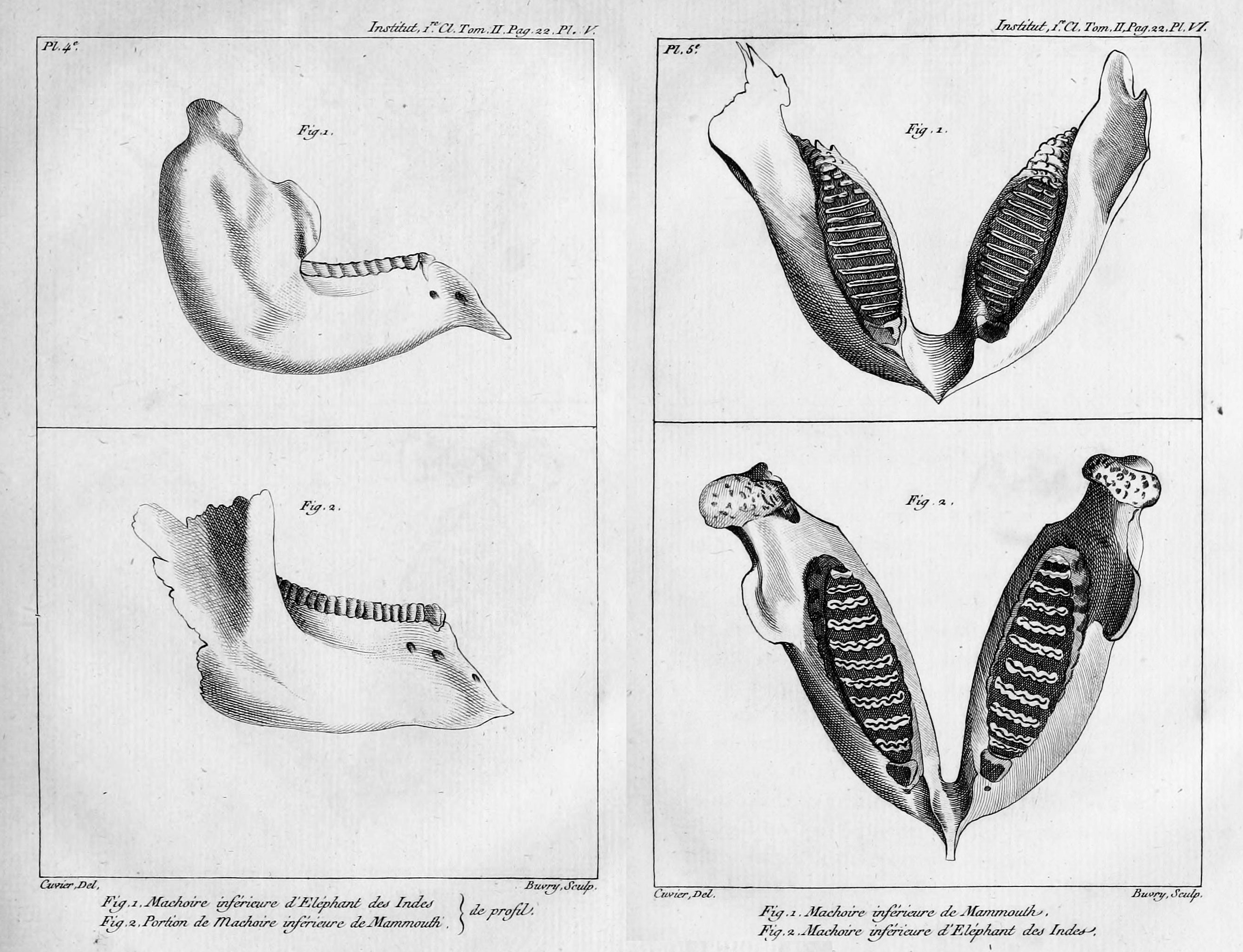
Această ilustrație a unui maxilar de elefant indian și a unei maxilar de mamut (sus) este o hârtie a lui Georges Cuvier din 1796 despre elefanții vii și fosili.

Deși paleontologia a fost înființată în jurul anului 1800, gânditorii anteriori au observat aspecte ale înregistrărilor fosile. Filosoful grec Xenofan (570–480 î.Hr.) a concluzionat din fosile de scoici de mare că unele zone de pământ au fost cândva sub apă. În Evul Mediu, naturalistul persan Ibn Sina, cunoscut sub numele de Avicena în Europa, a discutat despre fosile și a propus o teorie a fluidelor petrificate pe care Albert de Saxonia a elaborat-o în secolul al XIV-lea. Naturalistul chinez Shen Kuo (1031-1095) a propus o teorie a schimbărilor climatice bazată pe prezența bambusului petrificat  în regiunile care la vremea lui erau prea uscate pentru bambus. 
În Europa modernă timpurie, studiul sistematic al fosilelor a apărut ca parte integrantă a schimbărilor din filosofia naturală care au avut loc în Iluminism. În Renașterea italiană, Leonardo Da Vinci a adus diferite contribuții semnificative în domeniu, precum și înfățișarea a numeroase fosile. Leonardo este considerat de unii savanți drept părintele fondator al paleontologiei, întrucât a interpretat adevărata natură a celor două mari grupe de fosile, respectiv resturile fosile (reziduuri ale corpului organismelor) și icnofosilele (urmele lăsate de ființele care se mișcă pe un substrat).
La sfârșitul secolului al XVIII-lea, opera lui Georges Cuvier a consacrat anatomia comparată ca disciplină științifică și, prin dovedirea faptului că unele animale fosile nu seamănă cu cele vii, a demonstrat că animalele pot deveni extincte, conducând la apariția paleontologiei. Cunoașterea extinsă a înregistrării fosile a jucat, de asemenea, un rol din ce în ce mai important în dezvoltarea geologiei, în special a stratigrafiei.
În prima jumătate a secolului al XIX-lea activitatea geologică și paleontologică a devenit din ce în ce mai bine organizată odată cu creșterea societăților și muzeelor geologice și a unui număr din ce în ce mai mare de geologi și specialiști în domeniul fosilelor. Interesul a crescut din motive care nu sunt pur științifice, deoarece geologia și paleontologia i-au ajutat pe industriași să găsească și să exploateze resurse naturale, cum ar fi cărbunele.

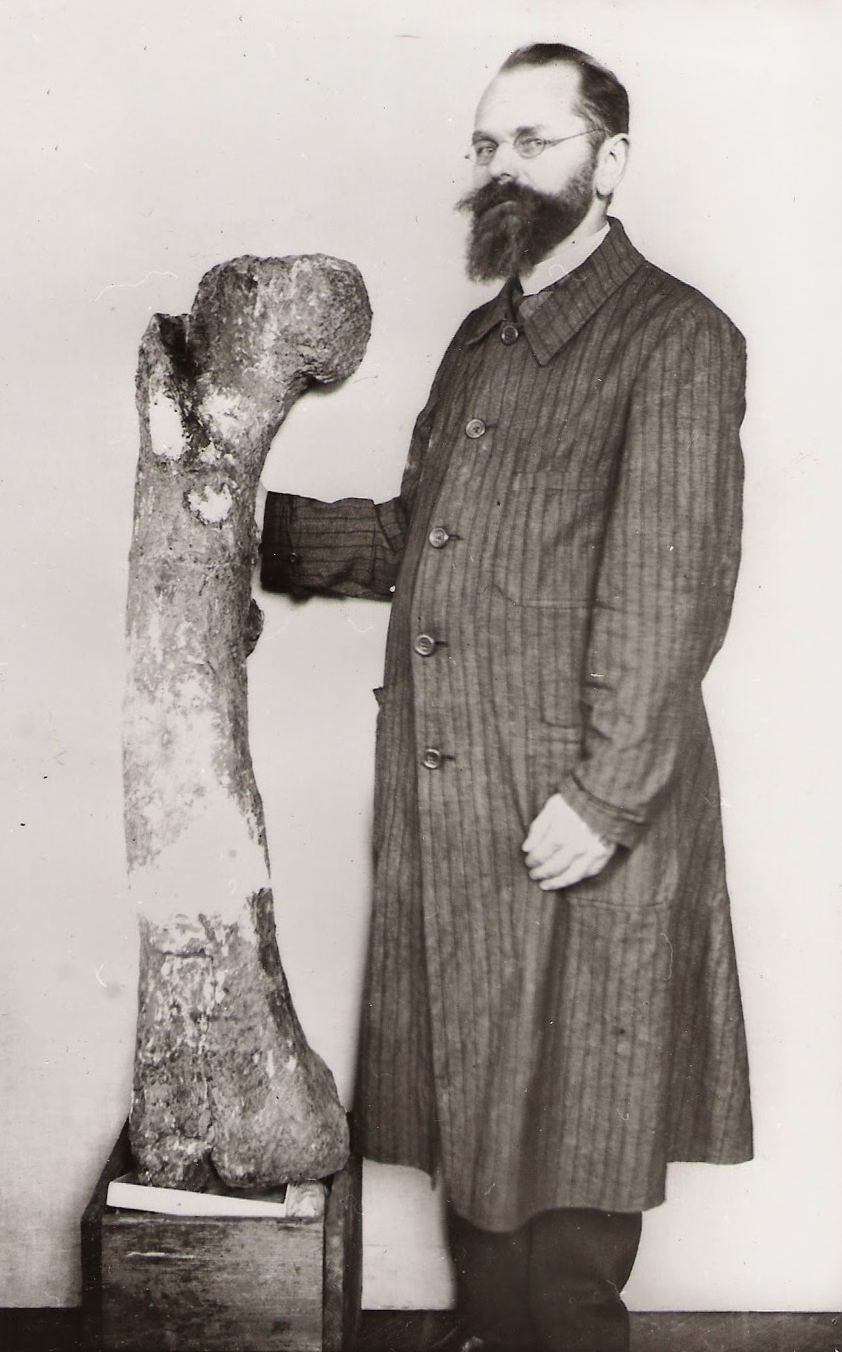
Paleontologul german Ernst Stromer în 1914.

Aceasta a contribuit la o creștere rapidă a cunoștințelor despre istoria vieții pe Pământ și la progresul în definirea scării timpului geologic, bazată în mare parte pe dovezi fosile. În 1822, Henri Marie Ducrotay de Blanville, redactor la Journal de Physique, a inventat cuvântul „paleontologie” pentru a se referi la studiul organismelor vii din trecut prin fosile. Pe măsură ce cunoașterea istoriei vieții continua să se îmbunătățească, a devenit din ce în ce mai evident că a existat un fel de ordine succesivă pentru dezvoltarea vieții. Aceasta a încurajat teoriile evolutive timpurii privind transmutarea speciilor. După ce Charles Darwin a publicat Originea speciilor în 1859, o mare parte din accentul paleontologiei s-a mutat către înțelegerea căilor evolutive, incluzând evoluția umană și teoria evolutivă.
Ultima jumătate a secolului al XIX-lea a cunoscut o extindere extraordinară în activitatea paleontologică, în special în America de Nord. Tendința a continuat în secolul XX, regiuni suplimentare ale Pământului fiind deschise către colectarea sistematică a fosilelor. Fosilele găsite în China aproape de sfârșitul secolului XX au fost deosebit de importante, deoarece au furnizat noi informații despre cea mai timpurie evoluție a animalelor, peștii timpurii, dinozauri și evoluția păsărilor. Ultimele decenii ale secolului XX au cunoscut un interes reînnoit pentru extincțiile în masă și rolul lor în evoluția vieții pe Pământ.
De asemenea, a existat un interes reînnoit pentru Explozia cambriană, perioadă în urmă cu 541 de milioane de ani când s-au dezvoltat toate marile încrengături animale. Descoperirea fosilelor din biota Ediacaranului și evoluțiile paleobiologiei au extins cunoștințele despre istoria vieții cu mult înainte de Cambrian.